# Racaille Sound System
Racaille Sound System – pierwsza płyta nagrana przez skład Soundkail. Album został wydany w 2000 roku nakładem EMI Music France. Niedługo po premierze wycofano płytę ze sklepów ze względu na rozstanie się grupy z poprzednim wydawcą. Gościnnie wystąpili: Lord Kossity, Big Red, Chamara, Taira, Dynam oraz 9M4. Wznowienie płyty ukazało się w 2004 roku nakładem wytwórni muzycznej Prosto.

## Lista utworów
| Nr | Tytuł                                         | Producent    | Czas |
| -- | --------------------------------------------- | ------------ | ---- |
| 1  | "Intro"                                       | Doltz, Reego | 2:45 |
| 2  | "Mauvaise graine"                             | Doltz, Reego | 3:48 |
| 3  | "Vie 2 miserable"                             | Doltz, Reego | 4:47 |
| 4  | "L'heure est grave" (gościnnie: Lord Kossity) | Lord Kossity | 4:07 |
| 5  | "Fleur Tropicale"                             | Doltz, Reego | 4:27 |
| 6  | "Le diable est parmi nous"                    | Doltz, Reego | 4:13 |
| 7  | "Racaille sound"                              | Doltz, Reego | 4:04 |
| 8  | "Tant d'ennemis" (gościnnie: Big Red)         | Doltz, Reego | 4:03 |
| 9  | "La vie dans le ghetto" (gościnnie: Chamara)  | Soundkail    | 4:28 |
| 10 | "Gal met les voiles"                          | Soundkail    | 4:02 |
| 11 | "Attentat"                                    | Soundkail    | 4:15 |
| 12 | "Enfants de la terre" (gościnnie: Taïro)      | Doltz, Reego | 4:44 |
| 13 | "Jeune homme"                                 | Doltz, Reego | 4:32 |
| 14 | "Faztek no clash" (gościnnie: 9M4, Dynam)     | Soundkail    | 5:09 |